# Nicolai Gedda
Nicolai Gedda (Stockholm, 1925. július 11. – Tolochenaz, 2017. január 8.) német-orosz származású svéd operaénekes, a 20. század egyik legkiemelkedőbb tenoristája. Rendszeres vendége volt a Magyar Állami Operaháznak, valamint a budapesti koncertpódiumoknak is.

## Élete
Német anya és félig orosz származású apa gyermekeként látta meg a napvilágot. Vezetéknevét nevelőanyja, Olga Gedda után kapta, aki szintén félig orosz volt. Férje, Mihail Usztyinov, a polgárháború alatt menekült el Oroszországból, ő lett az énekes nevelőapja. Nicolai így a svéd mellett az orosz nyelvet is anyanyelvi szinten elsajátította már gyermekkorában.
1929-ben a család Lipcsébe költözött, de Hitler hatalomra jutása után visszatértek Stockholmba. Gedda különleges nyelvérzéke már fiatal korában megmutatkozott. Ötéves németországi tartózkodásuk alatt a német nyelvet is anyanyelvi szinten magáévá tette. Iskolai tanulmányai során megtanult még franciául, latinul és angolul, valamint önszorgalomból olaszul is.
Nevelőapja kórustag és kántor volt egy ortodox templomban, így a zenével is már fiatal korában közelebbi kapcsolatba került: több alkalommal is énekelt a templomi kórusban, Usztyinov lett első zenetanára. Ennek ellenére tanulmányai elvégzése után nem lépett zenei pályára, hanem banktisztviselő lett. Egy alkalommal megemlítette egyik ügyfelének, hogy szívesen tanulna énekelni. Az ügyfél pedig nem más volt, mint Carl Martin Öhman, a nagy hírű svéd tenor, Jussi Björling mestere, valamint neves Wagner-tenor.
Öhman, miután meghallgatta Geddát, azonnal tanítványául fogadta, és kezdetben még pénzt sem fogadott el tőle. Nicolai 1950-ben ösztöndíjat nyert a Stockholmi Konzervatóriumba, ahol két év múlva Walter Legge (az EMI egyik producere) tartott meghallgatást. Legge Grigorij szerepére keresett alkalmas tenoristát, a Borisz Godunov tervezett felvételéhez. Gedda ekkor huszonhárom éves volt és még soha sem énekelt operaszínpadon, de úgy lenyűgözte Leggét és Issay Dobrowent (a hangfelvétel során ő dirigálta a zenekart), hogy rögtön leszerződtették. A Borisz Godunov hangfelvételét csak 1952-ben jelentették meg, de Gedda már 1951-ben Giuseppe Di Stefano helyetteseként asszisztálta végig az Edinburghi Fesztivált.
Csak ezután mutatkozott be a svéd közönségnek: 1952-ben a Svéd Királyi Operaházban elénekelte A lonjumeau-i postakocsis férfi főszerepét, majd a Hoffmann meséi címszerepében, valamint a Rózsalovagban lépett fel. 1953-ban Herbert von Karajan meghívta a milánói Scalába, ahol Don Ottavióként aratott nagy sikert.
1954-ben az Oberon Hüonjaként debütált Párizsban, majd még ugyanebben az évben bemutatkozott Londonban is. Salzburgban Mozart-tenorként aratott nagy sikereket (elénekelte a Don Giovanni, a Szöktetés a szerájból és a Così fan tutte tenor szerepeit). 1957-ben Bécsben Don Joséként mutatkozott be a közönségnek, majd még ugyanebben az évben debütált New Yorkban a Faust címszerepében. A következő év januárjában Samuel Barber Vannessájában Anatol szerepét énekelte a darab ősbemutatóján. A Metropolitan Operában összesen huszonhat évadban lépett fel, huszonnyolc különböző operaszerepet énekelve el.
1961-ben Hollandiában Benvenuto Cellini szerepében lépett fel, Berlioz első operájának címszerepét ezután még három alkalommal formálta meg Londonban (1966, 1969, 1976), majd lemezfelvételre is énekelte. Mivel Berlioz operái nem tartoznak a gyakran játszott darabok közé, és hangfelvételek is csak kis számban készültek belőlük, ezért ma is Geddát tartják számon a Benvenuto Cellini legnagyobb megformálójaként, ebben a szerepben riválisa azóta se nagyon akadt.
Bár rendszeresen turnézott az egész világon, úti céljai közül sokáig hiányoztak a szocialista országok. Aztán a hatvanas évek végén Ágai Karola rábeszélte egy budapesti fellépésre. Gedda az énekesnővel közösen lépett színpadra 1969. szeptember 19-én a Faust címszerepében, majd 23-án a Rigoletto hercegét is elénekelte a Magyar Állami Operaház színpadán. A siker végül meggyőzte a tenoristát arról, hogy érdemes Kelet-Európában is turnéznia. Budapesten még három alkalommal lépett fel Faustként, majd két évvel később a Rigolettóban is újra színpadra lépett hazánkban. 1971-ben új szerepként a Traviata Alfrédját énekelte el a Magyar Állami Operaházban. 1980–1981-ben Moszkva koncerttermeiben mutatkozott be, nagy sikereket aratva orosz szerzők műveiből összeállított dalestjeivel.
Még ebben az időszakban ismét Budapesten járt, a Lammermoori Lucia Edgárját és az Anyegin Lenszkijét énekelte, majd 1981-ben a Traviata Alfrédját. 1981-es budapesti fellépése azonban nem sikerült valami fényesen. Nem sokkal színpadra lépése előtt érte a hír, hogy édesanyja balesetet szenvedett, ennek következtében nem volt képes teljes odaadással énekelni, és további magyarországi fellépéseit kénytelen volt lemondani. Két évvel később tért vissza ismét a Magyar Állami Operaházba, a Tosca Cavarsdossijaként. Ez volt utolsó magyarországi fellépése. 1986-ban a londoni koncerttermekben is bemutatkozott (addig a brit fővárosban csak operaszínpadon lépett fel).
Az 1990-es évek elején mondott búcsút a színpadnak, de nagy sikerű dalesteken egészen 2001-ig fellépett. Utolsó hangfelvételét 2003-ban készítette Mozart Idomeneojából (a főpapot énekelte). Napjainkban elsősorban a fiatal operaénekes generáció tanításával, patronálásával foglalkozik. 1999-ben megjelentette önéletírását.

## Művészete
Gedda pályája elején Mozart-tenorként vált ismertté, mert bár más szerzők operáiban is fellépett, de a salzburgi mester darabjaiban láthatta a leggyakrabban a közönség, és eleinte lemezre is elsősorban Mozart-operákat énekelt. Aztán az 1960-as években fokozatosan kibővült a repertoárja, ami pályája végén a barokktól egészen a 20. századig terjedt. Gluck operáiban éppúgy fellépett, mint Rameau Platée-jában, vagy Rousseau Falusi jósában. Pár előadás erejéig Wagner zenedrámáiban is feltűnt, a Lohengrinnek a címszerepét is elénekelte. Fellépett orosz operákban és Smetana Daliborjában is. Nagy sikereket aratott a Carmen Don Joséja és a Traviata Alfrédjaként, de felejthetetlen volt Don Ottavio, Faust és Lenszkij szerepében is. A 20. századi szerzők közül elsősorban Claude Debussy, Samuel Barber, Hans Pfitzner és Rolf Liebermann színpadi műveiben énekelt. De elsősorban mindig is Mozart-tenorként volt tökéletes.
Minden erőlködéstől mentes és rendkívül tág terjedelmű hangja tette lehetővé, hogy magáévá tegye ezt a széles repertoárt. Fénykorában hangképzése és énektechnikája kifogástalan volt, szinte korlátlan hangmagasságával, olyan hanggyilkos szerepeket is képes volt színvonalasan tolmácsolni, mint a Tell Vilmos Arnoldja vagy A puritánok Aurórája. Művészetében a szöveg érthető tolmácsolása mindig is elválaszthatatlan volt a zenei megformálástól, ez avatta a koncerttermek kitűnő dalénekesévé. Aránylag kis hangját döbbenetes intelligenciával volt képes használni. Tehetsége azonban nem minden szerepében érvényesült tökéletesen. Puccini-tenorként például általában nem volt képes tökéletesen teljesíteni.
Gedda egyike azoknak az operaénekeseknek, akiknek a közreműködésével a legtöbb hangfelvételt készítették. Több mint kétszáz felvétele került piacra hivatalosan vagy kalózkiadás formájában, ennek legnagyobb része már CD kiadás formájában is hozzáférhető. Hangfelvételre énekelte Kálmán Imre és Lehár Ferenc egyes operettjeit, valamint a Sába királynője néhány részletét is.

## Jelentősebb hangfelvételei
| A felvétel éve | Cím                      | Gedda szerepe     | Más híres közreműködők                               | Vezényel                    | Kiadó               |
| -------------- | ------------------------ | ----------------- | ---------------------------------------------------- | --------------------------- | ------------------- |
| 1953           | Faust                    | Faust             | Boris Christoff, Victoria de los Angeles             | André Cluytens              | EMI                 |
| 1954           | A török Itáliában        | Narciso           | Maria Callas, Nicola Rossi-Lemeni                    | Gianandrea Gavazzeni        | EMI                 |
| 1954           | Mireille                 | Vincent           | Janette Vivalda, Marcello Cortis, Christiane Gayraud | André Cluytens              | EMI                 |
| 1955           | Pillangókisasszony       | F. B. Pinkerton   | Maria Callas, Lucia Danieli                          | Herbert von Karajan         | EMI                 |
|                | A denevér                | Eisenstein        | Elisabeth Schwarzkopf, Rita Streich                  | Herbert von Karajan         | EMI                 |
| 1956           | A rózsalovag             | Az olasz tenor    | Elisabeth Schwarzkopf, Christa Ludwig                | Herbert von Karajan         | EMI                 |
| 1957           | Orfeusz és Euridiké      | Orfeo             | Janine Michielau, Liliane Berton                     | Louis de Fremont            | Deutsche Grammophon |
| 1958           | Vanessa                  | Anatol            | Eleanor Steber, Regina Resnik,                       | Dimitri Mitropoulos         | RCA                 |
| 1959           | Carmen                   | Don José          | Victoria de Los Angeles, Janine Michielau            | Thomas Beecham              | EMI                 |
| 1964           | Carmen                   | Don José          | Maria Callas, Andrea Guiot                           | Georges Prêtre              | EMI                 |
|                | Bohémélet                | Rodolfo           | Mirella Freni, Mario Sereni                          | Thomas Schippers            | EMI                 |
|                | Hoffmann meséi           | Hoffmann          | Victoria de los Angeles, Elisabeth Schwarzkopf       | André Cluytens              | EMI                 |
|                | A varázsfuvola           | Tamino            | Lucia Popp, Gottlob Frick                            | Otto Klemper                | EMI                 |
| 1966           | Szöktetés a szerájból    | Belmonte          | Lucia Popp, Gottlob Frick                            | Josef Krips                 | EMI                 |
| 1966           | Cár és ács               | Chateauneuf márki | Hermann Prey, Erika Köth, Siegfriad Vogel            | Robert Heger                | EMI                 |
| 1967           | Szerelmi bájital         | Nemorino          | Mirella Freni, Mario Sereni                          | Francesco Molinari-Pradelli | EMI                 |
|                | Egy éj Velencében        | Guido             | Christian Oppelberg, Franz Weiss                     | Otto Ackermann              | EMI                 |
|                | Rigoletto                | Mantova hercege   | Cornell McNeill, Reri Grist                          | Francesco Molinari-Pradelli | EMI                 |
| 1968           | Werther                  | Werther           | Victoria de Los Angeles, Mady Mesplé                 | Georges Pretre              | EMI                 |
| 1970           | Manon                    | Des Grieux        | Beverly Sills, Gabriel Bacquier                      | Julius Rudel                | EMI                 |
| 1971           | Traviata                 | Alfredo Germont   | Beverly Sills, Rolando Panerai                       | Aldo Ceccato                | EMI                 |
|                | Idomeneo                 | Idomeneo          | Edda Moser, Adolf Dallapozza                         | Hans Schmitd Isserestedt    | EMI                 |
|                | Pelleas et Mélisande     | Pelleas           | Helen Donath, Dietrich Fischer-Dieskau               | Rafael Kubelik              | Orfeo               |
| 1973           | Tell Vilmos              | Arnold            | Gabriel Bacquier, Montserrat Caballé                 | Lamberto Gardelli           | EMI                 |
|                | A puritánok              | Arturo            | Beverly Sills, Paul Plishka                          | Julius Rudel                | EMI                 |
| 1974           | Così fan tutte           | Ferrando          | Janet Baker, Montserrat Caballé                      | Colin Davis                 | Philips Records     |
| 1975           | A sevillai borbély       | Almaviva          | Beverly Sills, Sherrill Milnes                       | James Levine                | EMI                 |
|                | Rómeó és Júlia (Bellini) | Tybald            | Beverly Sills, Janet Baker                           | Giuseppe Patanè             | EMI                 |
| 1976           | Thaïs                    | Nicias            | Beverly Sills, Sherrill Milnes                       | Julius Rudel                | EMI                 |
| 1977           | Lujza                    | Julien            | Beverly Sills, José van Dam                          | Julius Rudel                | EMI                 |
| 1978           | Cendrillon               | Principe azzurro  | Frederica von Stade, Jane Berbié                     | Julius Rudel                | RCA                 |
| 1983           | Padmavati                | Ratan-Sen         | Marilyn Horne, José van Dam                          | Michel Plasson              | EMI                 |
|                | Ciboulette               | Antonin           | Mady Mesplé, José van Dam                            | Cyril Diederich             | EMI                 |
| 1989           | Candide                  | Governatore       | Jerry Hadley, June Anderson                          | Leonard Bernstein           | Deutsche Grammophon |
| 2003           | Idomeneo                 | Főpap             | Bruce Ford, Rebecca Evans, Nicolai Gedda             | David Parry                 | Chandos             |